# Mymensingh (district)
Pour les articles homonymes, voir Mymensingh (homonymie).
Mymensingh est un district du Bangladesh. Il est situé dans la division de Mymensingh. La ville principale est Mymensingh.

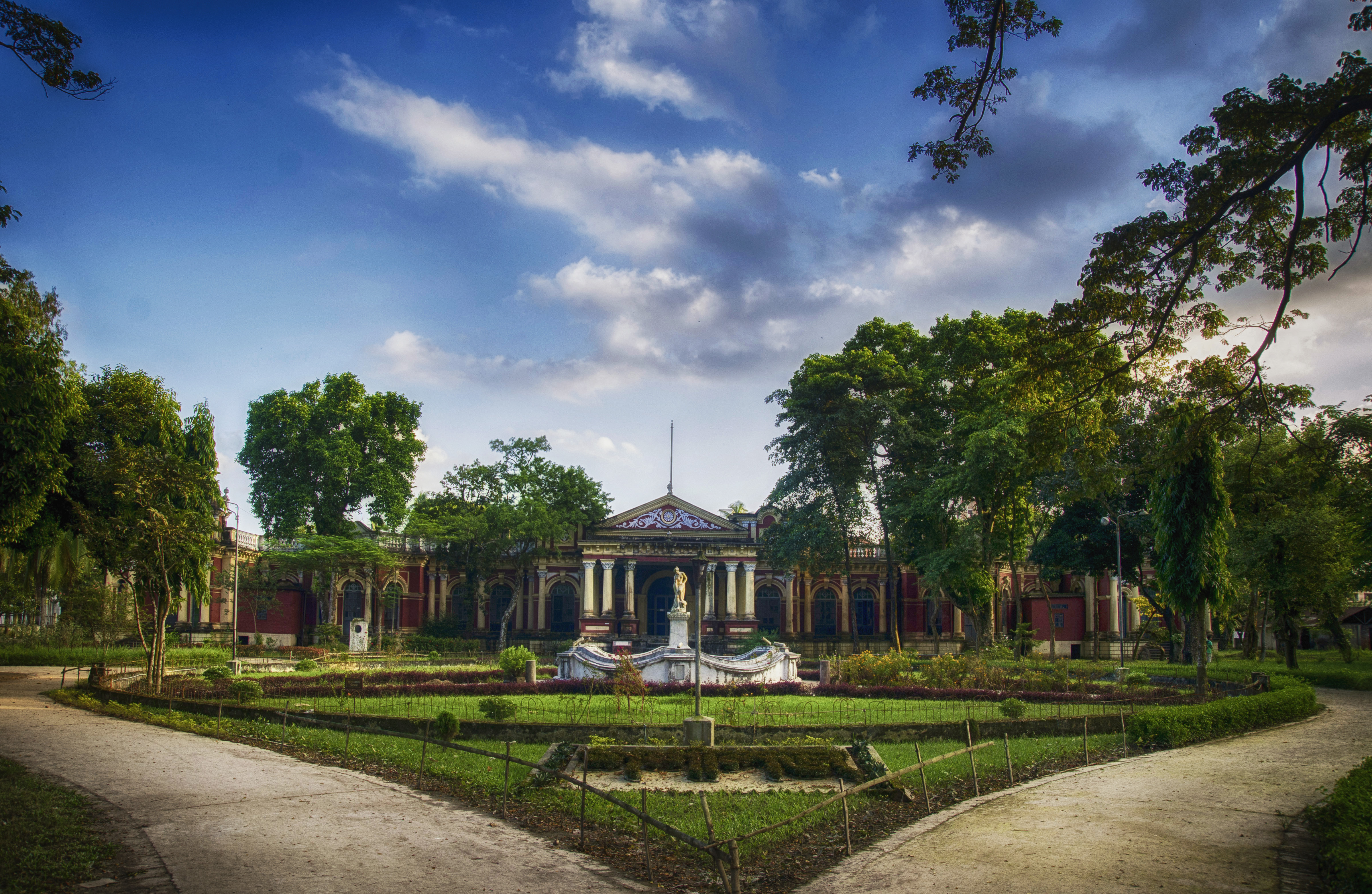
Shoshi Lodge